# De Luca (cognome)
De Luca è un cognome di lingua italiana.

## Varianti
Luca, Lucà, Lucas, Luchi, Lucca, Lucchi, Luchelli, Lucchelli, Luchetti, Lucchetti, Luchetta, Lucchetta, Luchini, Lucchini, Luconi, Lucotti, Lucatti, Lucattini, LUcarelli, Lucariello, Lucarini, Luccarini, Lucantoni.

## Origine e diffusione
È la forma cognomata del prenome maschile Luca, derivato da Lucas, nome di origine latina, il cui significato è "abitante della Lucania". 
De Luca è il cinquantanovesimo cognome più frequente in Italia, ed è portato da oltre 12.000 famiglie.
La sua presenza è maggiormente concentrata nelle regioni dell'Italia meridionale, in modo particolare Campania e Lazio. In Sicilia, è presente anche nella variante Luca.

## Persone
- Cateno De Luca, politico italiano
- Iginio De Luca, italianista italiano
- Vincenzo De Luca, politico italiano